# 1572
Відродження •  Реформація •  Доба великих географічних відкриттів •  Ганза •  Річ Посполита •  Нідерландська революція •  Релігійні війни у Франції

## Геополітична ситуація
Османську державу очолює Селім II (до 1574). Імператором Священної Римської імперії є Максиміліан II Габсбург (до 1576). У Франції королює Карл IX Валуа (до 1576).
Апеннінський півострів за винятком Папської області та Венеційської республіки належить Священній Римській імперії.
Королем Іспанії та правителем Нижніх земель є Філіп II Розсудливий (до 1598). В Португалії королює Себастьян I Бажаний (до 1578). Королевою Англії є Єлизавета I (до 1603). Король Данії та Норвегії — Фредерік II (до 1588). Король Швеції — Юхан III (до 1592). Королем Богемії є імператор Максиміліан II Габсбург (до 1575), королем Угорщини — Рудольф II (до 1608).
Королем Речі Посполитої, якій належать українські землі, до 7 липня був Сигізмунд II Август. Вибори нового короля відбудуться наступного року.
У Московії править Іван IV Грозний (до 1575). На заході євразійських степів існують Кримське ханство, Ногайська орда. Єгиптом володіють турки. Шахом Ірану є сефевід Тахмасп I.
У Китаї править династія Мін. Значними державами Індостану є Імперія Великих Моголів, Біджапурський султанат, Віджаянагара. В Японії триває період Муроматі.
Триває підкорення Америки європейцями. На завойованих землях існують віцекоролівства Нова Іспанія та Нова Кастилія. Португальці освоюють Бразилію.

## Події

### В Україні
- Офіційне утворення українського реєстового козацтва.
- Письмова згадка про Недобоївці (Хотинський район).

### У світі

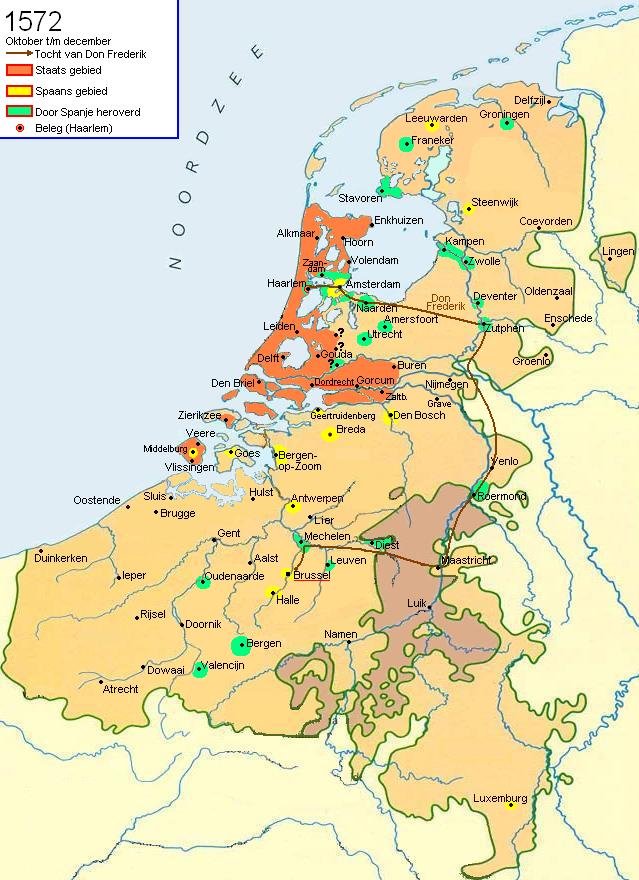
Ситуація в Нижніх Землях на кінець року.

- Московити розбили кримське військо Девлет Герая в Молодинській битві.
- Московський цар Іван Грозний скасував опричнину.
- Помер без спадкоємця король Речі Посполитої Сигізмунд II Август.
- Нідерландська революція:
  - 1 квітня нідерландські голодранці (гези) захопили місто Брілле — перше місто звільнене від іспанців під час Нідерландської революції.
  - 9 липня гези повісили 19 католицьких священиків, захоплених у місті Горкум.
  - З Королівства Англія на підмогу гезам прибуло півтори тисячі добровольців на чолі з Гемфрі Гілбертом.
  - Іспанський загін перебрався вбрід (15 миль) через естуарій Шельди і зняв облогу з міста Гус.
  - 11 грудня іспанський герцог Альба почав облогу Гарлема.
- 14 травня римським папою став Григорій XIII, що увійшов у історію головним чином завдяки введенню нового календаря.
- 18 серпня, для укріплення миру між католиками та гугенотами Маргарита Валуа, сестра короля Франції взяла шлюб з Генріхом Наваррським, королем протестантської Наварри.
- 24 серпня король Франції Карл IX під натиском своєї матері Катерини Медичі віддав наказ знищити у Парижі протестантських лідерів. Це вилилось у масову різню гугенотів, відому як Варфоломіївська ніч.
- Акбар Великий розпочав завоювання Гуджарату.
- Імператором Китаю став Чжу Їцзюнь з династії Мін.
- Страчено останнього правителя інків Тупака Амару.
- Рафаель Бомбеллі видав книгу «Алгебра» у якій вперше використав комплексні числа.
- Луїс де Камоенс надрукував «Лузіади».

## Народились
Докладніше: Народилися 1572 року
- 12 лютого — Джон Донн, англійський поет, найбільший представник метафізичного напряму
- 8 листопада — Йоганн-Сигізмунд, бранденбурзький маркграф.

## Померли
Докладніше: Померли 1572 року